# Championnat d'Europe de baseball 2016
Navigation
2014 2019
Le Championnat d'Europe de baseball 2016 est la 34e édition de cette épreuve mettant aux prises les meilleures sélections européennes.
L'Euro se tient du 9 au 18 septembre à Hoofddorp aux Pays-Bas.

## Formule de l'épreuve
La phase finale fait suite à des tournois qualificatifs permettant d'accéder à cette compétition. Les formations classées entre le premier et le dixième rang lors de l'édition précédente disputée en 2014 sont exemptes de tournoi qualificatif et sont directement qualifiées en phase finale. Les vainqueurs des deux tournois qualificatifs qui se sont tenus à Karlovac et Vienne en 2015 complètent le plateau.

## Participants
| Tournoi qualificatif                      | Qualifié(s)                                                                         |
| ----------------------------------------- | ----------------------------------------------------------------------------------- |
| Championnat d'Europe 2014                 | Allemagne Belgique Croatie Espagne France Grèce Italie Pays-Bas Rép. tchèque Russie |
| Tour de qualification - Poule de Karlovac | Royaume-Uni                                                                         |
| Tour de qualification - Poule de Vienne   | Suède                                                                               |

## Phase de poules

### Poule A
| 9 septembre 2016 | Allemagne | 4 - 0 Boxscore | Suède | Field 1 - Hoofddorp |

| 9 septembre 2016 | Russie | 0 - 12 Boxscore | Tchéquie | Field 2 - Hoofddorp |

| 9 septembre 2016 | Grande-Bretagne | 1 - 11 Boxscore | Pays-Bas | Field 1 - Hoofddorp |

| 10 septembre 2016 | Suède | 8 - 1 Boxscore | Russie | Field 1 - Hoofddorp |

| Pl. | Équipe       | J | V | D | %     |
| --- | ------------ | - | - | - | ----- |
| 1   | Pays-Bas     | 5 | 5 | 0 | 1.000 |
| 2   | Allemagne    | 5 | 4 | 1 | 0.800 |
| 3   | Rép. tchèque | 5 | 3 | 2 | 0.600 |
| 4   | Suède        | 5 | 2 | 3 | 0.400 |
| 5   | Russie       | 5 | 1 | 4 | 0.200 |
| 6   | Royaume-Uni  | 5 | 0 | 5 | 0.000 |

### Poule B
| 9 septembre 2016 | France | 16 - 1 Boxscore | Croatie | Nieuw Vennep |

| 9 septembre 2016 | Grèce | 2 - 21 Boxscore | Italie | Field 1 - Hoofddorp |

| 9 septembre 2016 | Belgique | 1 - 11 Boxscore | Espagne | Field 2 - Hoofddorp |

| 9 septembre 2016 | Espagne | 12 - 1 Boxscore | Grèce | Field 2 - Hoofddorp |

| Pl. | Équipe   | J | V | D | %     |
| --- | -------- | - | - | - | ----- |
| 1   | Espagne  | 5 | 5 | 0 | 1.000 |
| 2   | Italie   | 5 | 4 | 1 | 0.800 |
| 3   | Belgique | 5 | 3 | 2 | 0.600 |
| 4   | France   | 5 | 2 | 3 | 0.400 |
| 5   | Croatie  | 5 | 1 | 4 | 0.200 |
| 6   | Grèce    | 5 | 0 | 5 | 0.000 |

## Phase finale
| Pl. | Équipe       | J | V | D | %     |
| --- | ------------ | - | - | - | ----- |
| 1   | Pays-Bas     | 5 | 5 | 0 | 1.000 |
| 2   | Espagne      | 5 | 4 | 1 | 0.800 |
| 3   | Italie       | 5 | 3 | 2 | 0.600 |
| 4   | Allemagne    | 5 | 2 | 3 | 0.400 |
| 5   | Rép. tchèque | 5 | 1 | 4 | 0.200 |
| 6   | Belgique     | 5 | 0 | 5 | 0.000 |

## Classement
| Pl. | Sélection    |
| --- | ------------ |
|     | Pays-Bas     |
|     | Espagne      |
|     | Italie       |
| 4   | Allemagne    |
| 5   | Rép. tchèque |
| 6   | Belgique     |
| 7   | France       |
| 8   | Suède        |
| 9   | Croatie      |
| 10  | Royaume-Uni  |
| 11  | Russie       |
| 12  | Grèce        |